# Route 389 (Québec)
Pour les articles homonymes, voir Route 389.
La route 389 (R-389) est une route régionale québécoise située sur la rive nord du fleuve Saint-Laurent. Elle dessert la région administrative de la Côte-Nord. C'est la plus longue route secondaire du Québec et c'est aussi la seule route provinciale québécoise à se rendre au-delà du 51e parallèle.

## Tracé
Débutant à l'angle de la route 138 à Baie-Comeau, la route 389 relie cette ville à la frontière du Labrador sur une distance de 567 km. Elle longe en premier lieu la rivière Manicouagan, ensuite la rive est du réservoir Manicouagan, puis traverse les contreforts des monts Groulx et ce qui reste de Gagnon pour arriver à la ville minière de Fermont. À la frontière de Terre-Neuve-et-Labrador, elle devient la Route 500 (Translabradorienne).
La route alterne entre des sections asphaltées et en gravier, comme l'indique le descriptif détaillé du tracé qui suit.

### Tronçon 1:Baie-ComeauàManic-5
Distance : 209 km

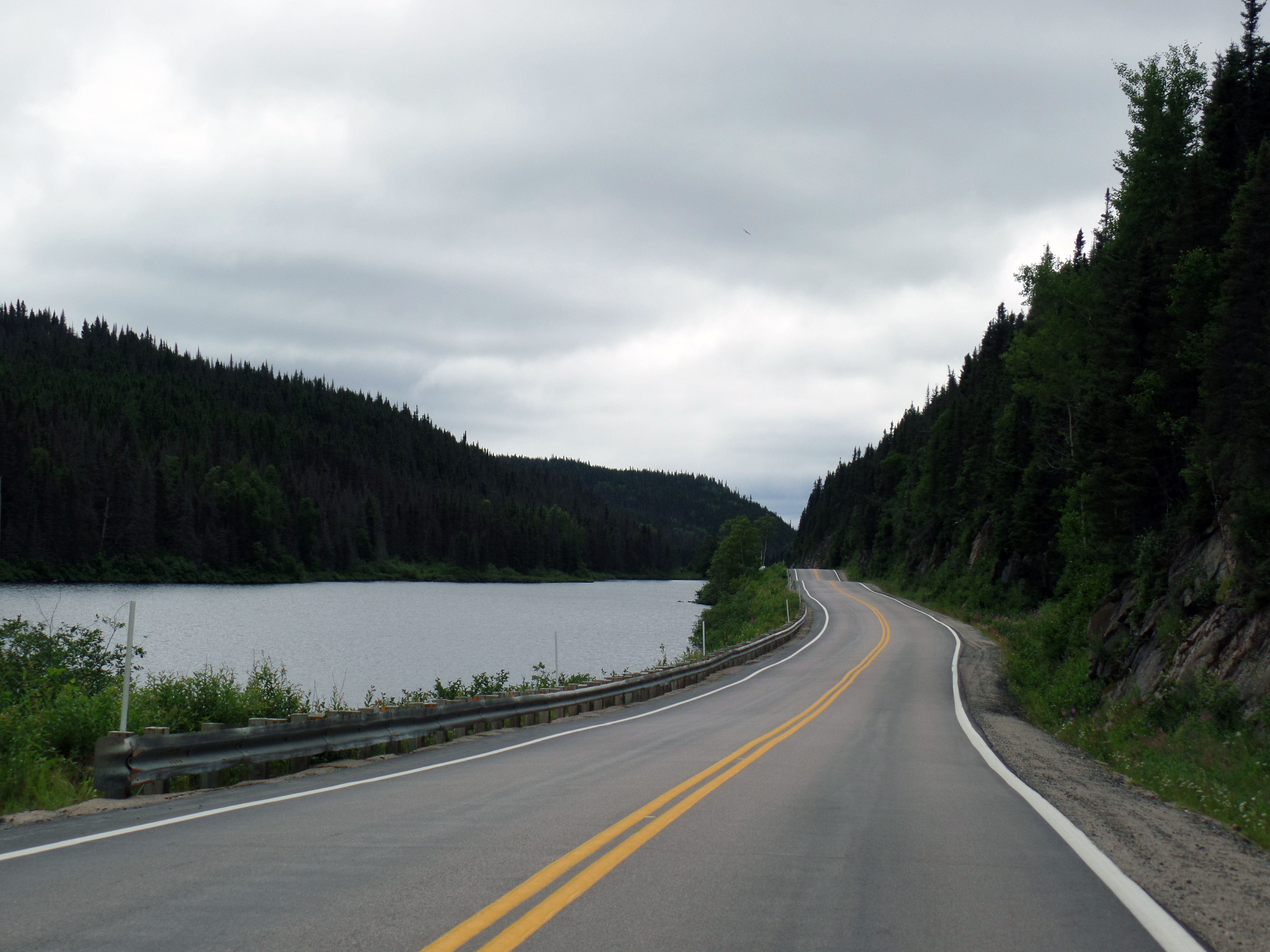
Route 389 entre Baie-Comeau et Manic 5

État de la route : Asphaltée : étroite et sinueuse. Corrections et améliorations jusqu'à Manic-2
Durée approximative : 2 h 30
Limite de vitesse : 70 à 90 km/h
De Baie-Comeau à Micoua aucun service. À Micoua, hameau à l'ouest de la route, il y a un service de restaurant, motel et station de service au km 94. De Micoua jusqu'à Manic-5 (km 94 au km 213) aucun service.

### Tronçon 2:Manic-5àRelais-Gabriel
Distance : 104 km

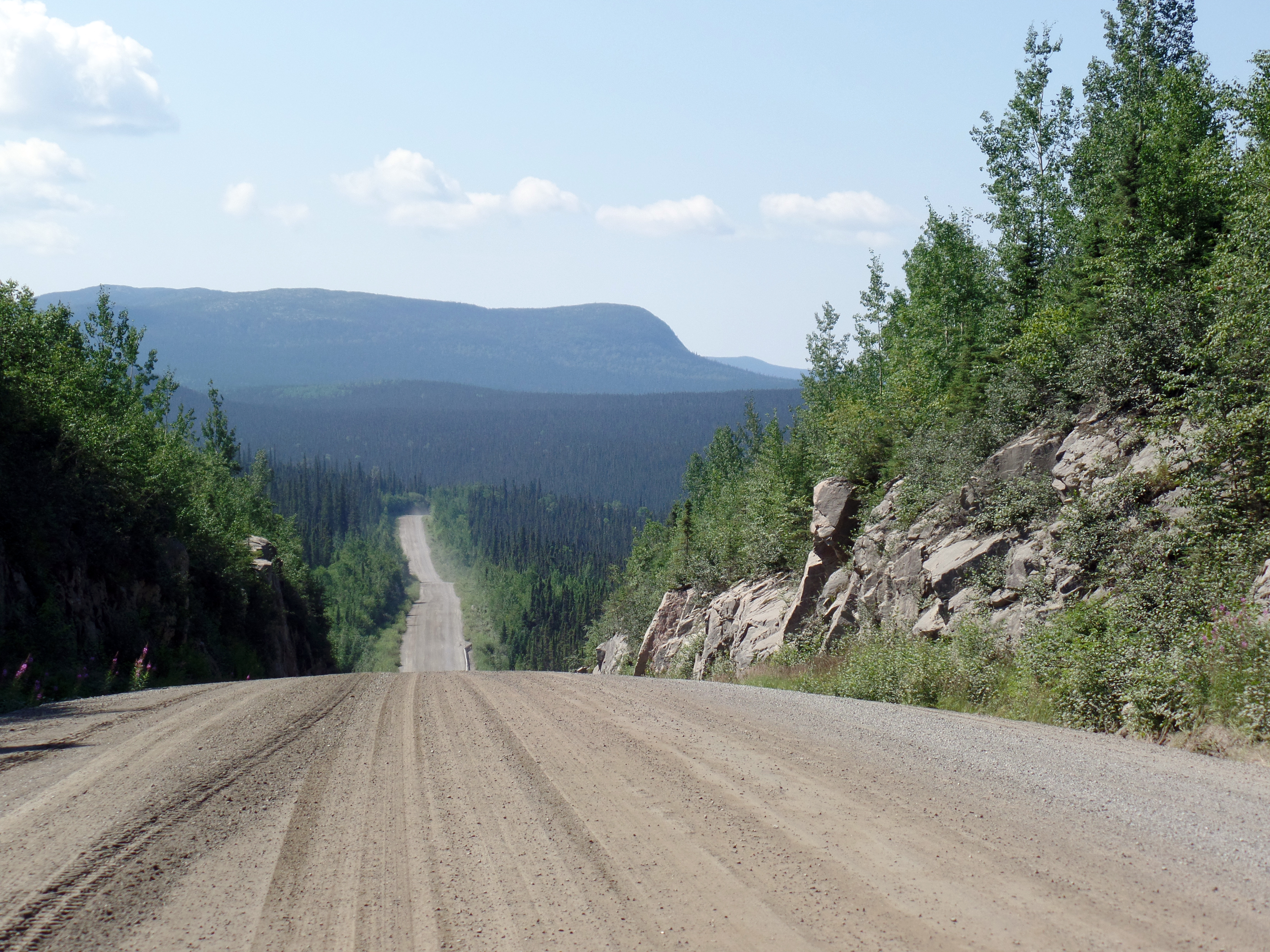
Route 389 entre Manic 5 et Relais Gabriel

État de la route : mauvaise condition, étroite et sinueux, asphaltage effectué sur certains tronçons
Durée approximative : 1 h 30
Limite de vitesse : 70 km/h
Aucun service jusqu'au Relais-Gabriel

### Tronçon 3:Relais-GabrielàGagnon*
Distance : 77 km

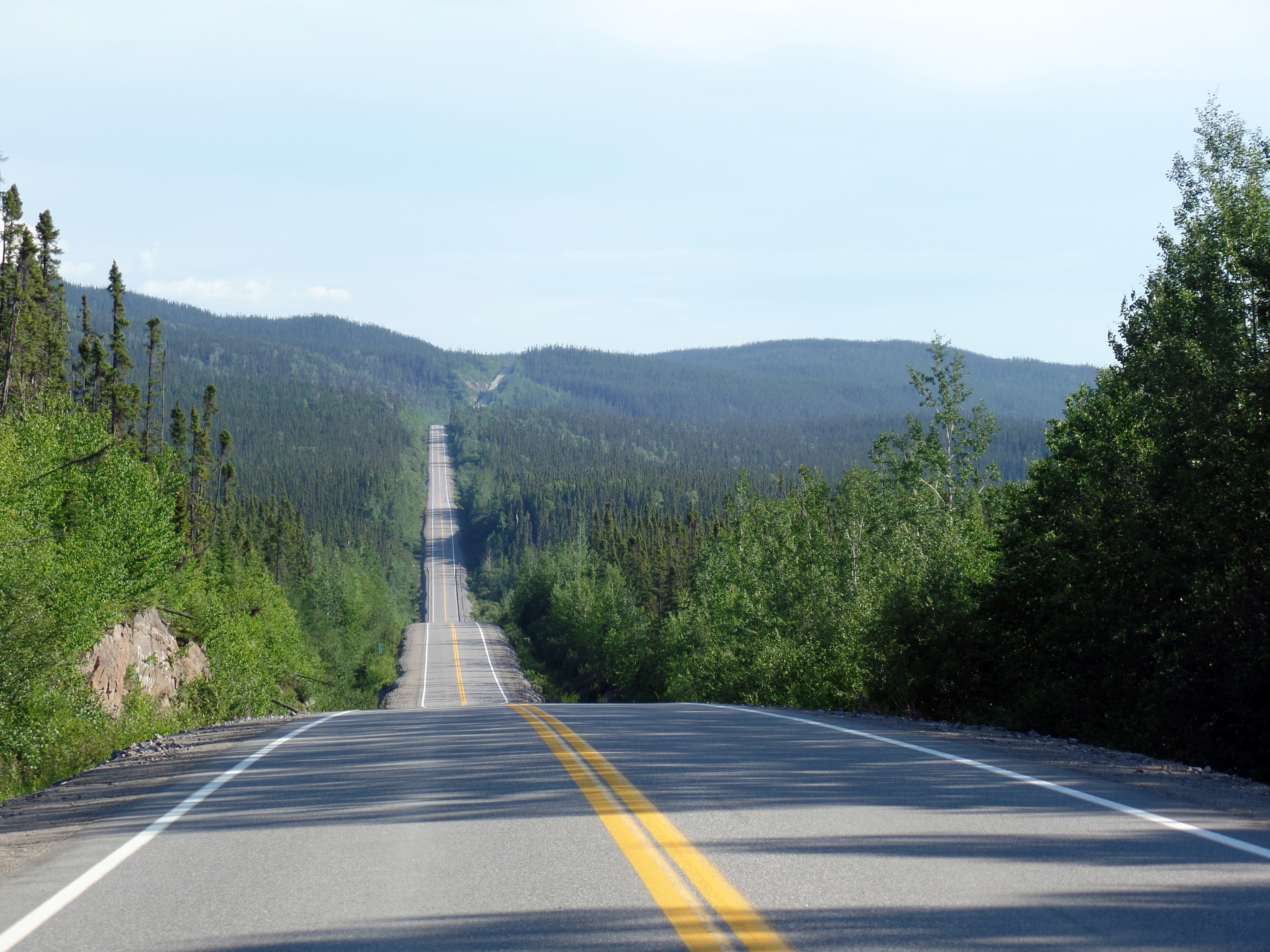
Route 389 entre Relais Gabriel et Gagnon

État de la route : Asphaltée
Durée approximative : 1 h 00
Limite de vitesse : 90 km/h
Aucun service jusqu'à Fermont
- La ville de Gagnon a fermé en 1985.

### Tronçon 4:GagnonàFire Lake
Distance : 101 km

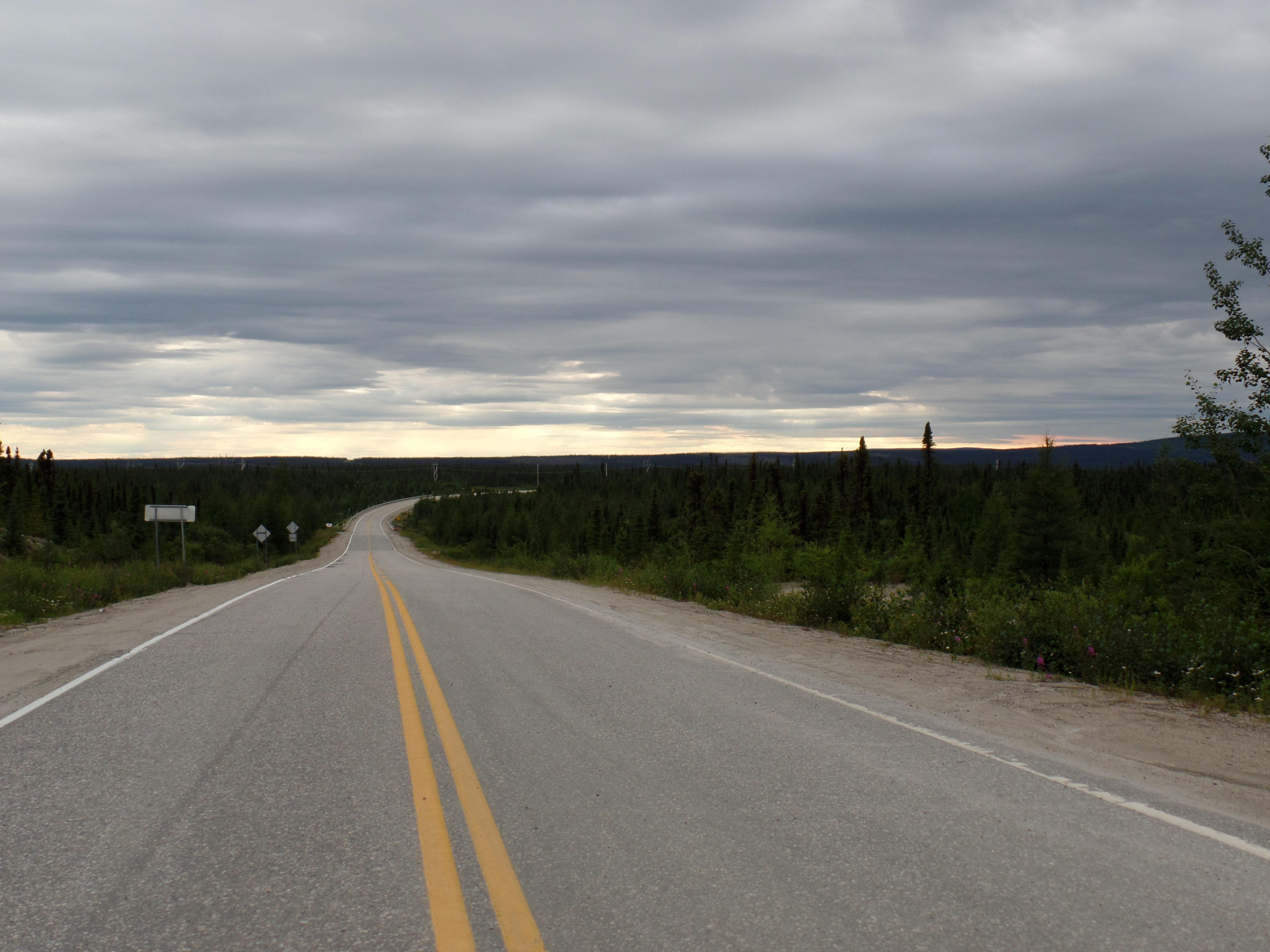
Route 389 entre Gagnon et Fire Lake

État de la route : Asphaltée, bonne condition
Durée approximative : 1 h 15
Limite de vitesse : 90 km/h

### Tronçon 5:Fire LakeàMont-Wright
Distance : 67 km 

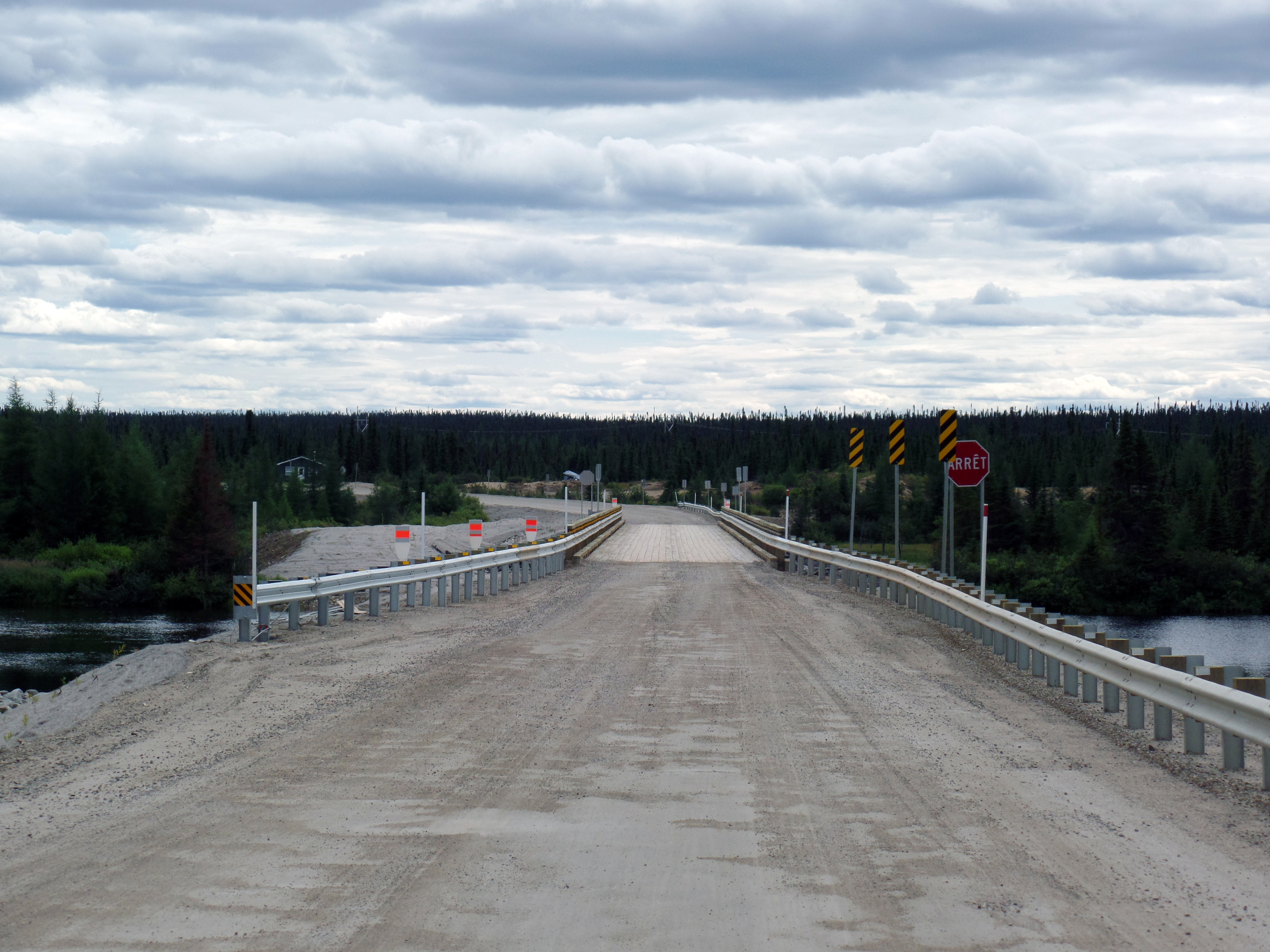
Route 389 entre Fire Lake et Mont Wright

État de la route : Gravier : mauvaise condition, très étroit et sinueux
Durée approximative : 1 h 00
Limite de vitesse : 70 km/h
Aucun service  jusqu'à Fermont. Il est à noter que la voie ferrée traverse la route à plusieurs reprises dans ce secteur. Ce tronçon sera corrigé dans le futur.

### Tronçon 6:Mont-WrightàFermont
Distance : 17 km

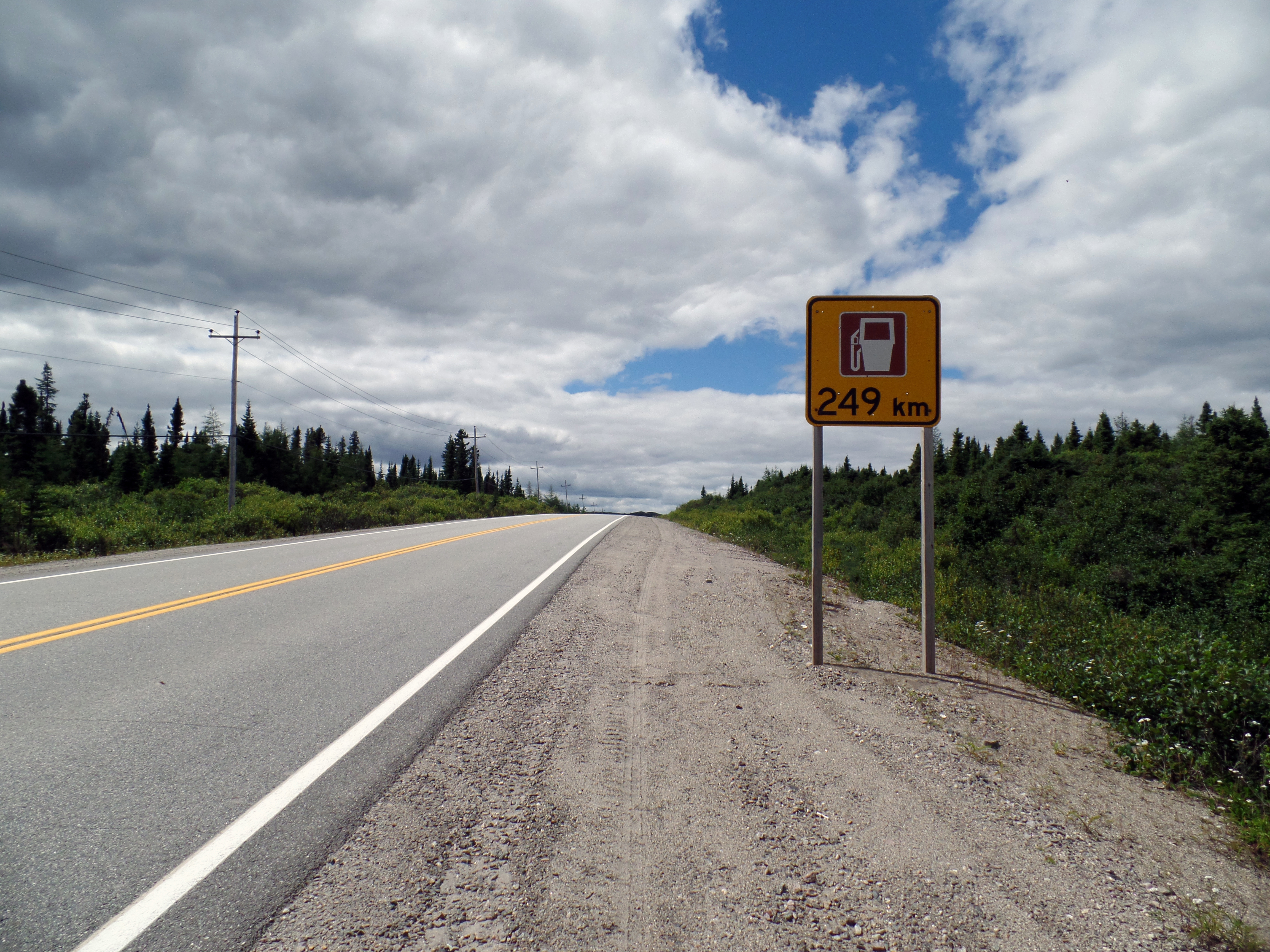
Route 389 entre Mont Wright et Fermont

État de la route : Asphaltée, bonne condition
Durée approximative : 10 min
Limite de vitesse : 90 km/h
Aucun service jusqu'à Fermont

### Tronçon 7:Fermontà Frontière interprovinciale
Distance : 3 km

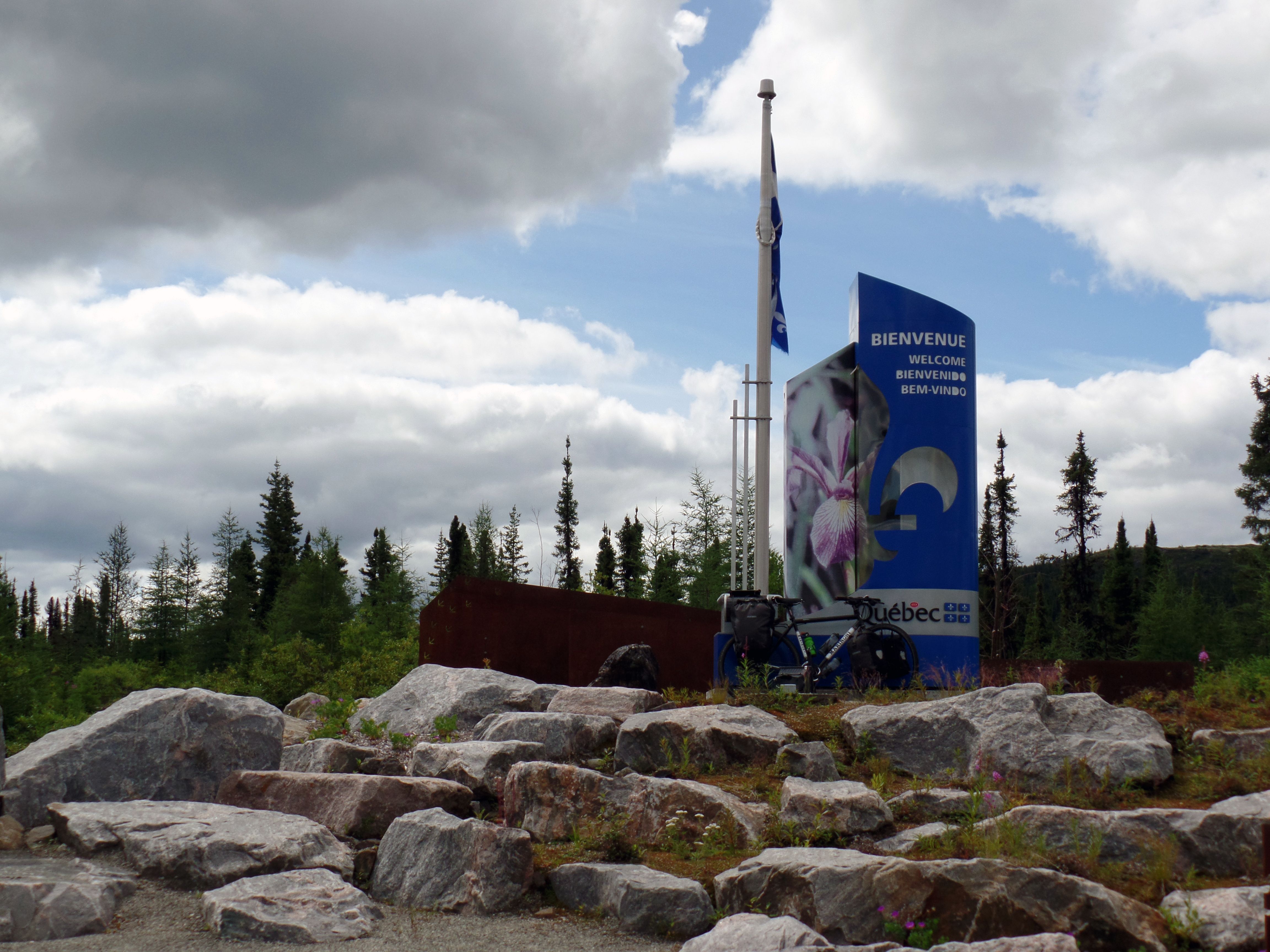
Route 389 à la frontière entre le Québec et Terre-Neuve-et-Labrador

État de la route : Asphaltée, bonne condition
Durée approximative : 5 min
Limite de vitesse : 90 km/h
Aucun service jusqu'à Labrador City

## Frontière interprovinciale
À son extrémité nord, près de Fermont, la route 389 relie le Québec à la province de Terre-Neuve-et-Labrador. À la frontière, elle devient la Route 500, généralement appelée « Trans-Labrador Highway ». La route entre à Terre-Neuve-et-Labrador à proximité de la ville de Labrador City. Jusqu'à ce que la route 138 soit complétée de Kegaska à Vieux-Fort, cette route provinciale québécoise demeurera l'unique lien routier vers Terre-Neuve-et-Labrador.

## Repères kilométriques
| Kilomètre | Description                                          | Services                                                        |
| --------- | ---------------------------------------------------- | --------------------------------------------------------------- |
| 0         | Jonction avec la route 138 à Baie-Comeau             | Tous les services                                               |
| 21        | Centrale Jean-Lesage (Manic 2)                       | Visites guidées (saison estivale)                               |
| 22        | Poubelles                                            | Poubelles                                                       |
| 23        | Camping Manic 2                                      | Camping                                                         |
| 23        | Motel Le repos du passant                            | Herbergement et restaurant                                      |
| 23        | ND                                                   | Téléphone public                                                |
| 52        | ND                                                   | Téléphone d'urgence                                             |
| 94        | Relais Manic-Outardes                                | Restaurant, hébergement et Wi-Fi (gratuit)                      |
| 94        | ND                                                   | Téléphone d'urgence                                             |
| 165       | ND                                                   | Téléphone d'urgence                                             |
| 180       | Camp                                                 | ND                                                              |
| 203       | ND                                                   | Téléphone d'urgence                                             |
| 211       | Motel de l'énergie                                   | Essence, restaurant, dépanneur et wifi gratuit                  |
| 213       | Centrale Manic 5                                     | Visites guidées (saison estivale)                               |
| 272       | ND                                                   | Téléphone d'urgence                                             |
| 317       | Halte routière                                       | Poubelle et table à pique-nique                                 |
| 317       | Relais Gabriel                                       | Essence, restaurant, hébergement, pourvoirie et Wi-Fi (gratuit) |
| 317       | ND                                                   | Téléphone d'urgence                                             |
| 336       | Station Uapishka                                     | ND (2 km)                                                       |
| 365       | ND                                                   | Téléphone d'urgence                                             |
| 418       | Centre d'entretien de la route                       | ND                                                              |
| 418       | ND                                                   | Téléphone d'urgence                                             |
| 464       | ND                                                   | Téléphone d'urgence                                             |
| 495       | ND                                                   | Téléphone d'urgence                                             |
| 495       | Camp de travailleuses et travailleurs                | ND                                                              |
| 511       | ND                                                   | Téléphone d'urgence                                             |
| 547       | ND                                                   | Téléphone d'urgence                                             |
| 547       | Camp de travailleuses et travailleurs                | ND                                                              |
| 564       | Jonction avec le boulevard J. C. Ménard vers Fermont | Tous les services (3 km)                                        |
| 567       | Frontière entre Québec et Terre-Neuve-et-Labrador    | ND                                                              |

## Localités traversées (du sud au nord)
Liste des municipalités dont le territoire est traversé par la route 389, regroupées par municipalité régionale de comté.

### Côte-Nord
Manicouagan
- Baie-Comeau
- Rivière-aux-Outardes (TNO)

Caniapiscau
- Rivière-Mouchalagane (TNO)
- Fermont

## Projets
Il y a actuellement un projet d'un demi milliard de dollars pour tout asphalter la route. Celui pour la partie au nord de Baie-Comeau va être fini à la fin 2022 et celle au sud de Fermont dans les prochaines années.

## Intersections majeures
| MRC                                           | Municipalité         | km     | Destinations                    | Notes                              |
| --------------------------------------------- | -------------------- | ------ | ------------------------------- | ---------------------------------- |
| Manicouagan                                   | Baie-Comeau          | 0,00   | R-138 – Sept-Îles, Forestville  |                                    |
| Manicouagan                                   | Baie-Comeau          | 19,00  | Centrale Manic-2                |                                    |
| Manicouagan                                   | Rivière-aux-Outardes | 82,40  | Route de Micoua – Micoua        |                                    |
| Manicouagan                                   | Rivière-aux-Outardes | 209,40 | Centrale Manic-5                |                                    |
| Caniapiscau                                   | Fermont              | 555,00 | Boulevard J.C. Ménard – Fermont |                                    |
| Caniapiscau                                   | Fermont              | 560,70 | Route 500 est – Labrador City   | Continue à Terre-Neuve-et-Labrador |
| - Terminus de multiplex - Transition de route |                      |        |                                 |                                    |